# À la carte (film)
Pour plus de détails, voir Fiche technique et Distribution.
À la carte (Fuera de carta) est un film espagnol réalisé par Nacho G. Velilla, sorti en 2008.

## Synopsis
Maxi est cuisinier et essaie d'obtenir une étoile au Guide Michelin. Il aide Álex, sa maître d'hôtel, à trouver un petit ami. Lui-même a laissé derrière lui sa femme et deux enfants après son coming out homosexuel.

## Fiche technique
- Titre : À la carte
- Titre original : Fuera de carta
- Réalisation : Nacho G. Velilla
- Scénario : Oriol Capel, David S. Olivas, Antonio Sánchez et Nacho G. Velilla
- Musique : Juanjo Javierre
- Photographie : David Omedes
- Montage : Ángel Hernández Zoido
- Production : Nacho G. Velilla, Tadeo Villalba hijo et Daniel Écija
- Société de production : Antena 3 Televisión, Canguro Produzioni Internazionali Cinematografiche et Ensueño Films
- Société de distribution : Optimale (France)
- Pays :  Espagne
- Genre : Comédie romantique
- Durée : 111 minutes
- Dates de sortie : 
  - Espagne : 11 avril 2008
  - France : 9 septembre 2009

## Distribution
- Javier Cámara : Maxi
- Lola Dueñas : Alex
- Fernando Tejero : Ramiro
- Benjamín Vicuña : Horacio
- Chus Lampreave : Celia
- Luis Varela : Jaime
- Cristina Marcos : Marta
- Alexandra Jiménez : Paula
- Junio Valverde : Edu
- Alejandra Lorenzo : Alba
- Mariano Peña : Álvaro
- Fernando Albizu : Valero
- Carlos Leal : Pascal Sánchez
- Alberto Jo Lee : Dae-Su

## Distinctions
Le film a été nommé pour deux prix Goya.